# تاريخ الإعلام في اليمن
نبذة تاريخية عن الإعلام في اليمن
أدخل العثمانيون عند حكمهم لشمال اليمن أول مطبعة إلى صنعاء في العام 1872 م التي كانت تطبع باللغتين العربية والتركية وكانت تطبع مطبوعات رسمية وأُطلق عليها (مطبعة الولاية)، وقد نُظم العمل الصحفي بشمال اليمن في 18 نوفمبر 1968 م وذلك بصدور قانون مطبوعات العهد الجمهوري رقم (24) لسنة 1968 م الذي بموجبه نظم العمل الصحفي.
و كانت بداية الطباعة في العام 1853 م عندما أدخلت سلطات الاحتلال البريطاني في عدن أول مطبعة وذلك لتغطية احتياجات إدارتها في المستعمرة، كما بعثت عدداً من المحكوم عليهم بالسجن إلى الهند للتدريب على عملية الصف اليدوي وذلك لتشغيل المطبعة والتي كانت تطبع باللغتين العربية والإنجليزية.
و كانت بداية عهد اليمن مع الإذاعة في صنعاء في العام 1946 م عندما تلقى الجيش اليمني هدية من الجيش الأمريكي عبارة عن محطة لاسلكية حملتها بعثة عسكرية إلي اليمن والتي حُوِلت إلى محطة إذاعية لاسلكية للمملكة المتوكليه في اليمن حيث اقتصر إرسالها على يوم واحد في الأسبوع (الجمعة) وبواقع 1.15 ساعة فقط،

## الصحف والمجلات

### شمال اليمن
أدخل العثمانيون عند حكمهم لشمال اليمن أول مطبعة إلى صنعاء في العام 1872 م التي كانت تطبع باللغتين العربية والتركية وكانت تطبع مطبوعات رسمية وأُطلق عليها (مطبعة الولاية)، كما أنها أصدرت أول صحيفة مطبوعة ظهرت على شكل نشرة وهي (يـمن) التي أصدرها الوالي العثماني مختار باشا باللغة التركية في أربع صفحات.
- ثم صدرت صحيفة صنعاء في العام 1878 م بناءً على توجيهات السلطان عبد الحميد الثاني الذي وجه بأن يكون لولاية اليمن صحيفة أسوة ببقية الولايات التابعة للإمبراطورية العثمانية وكانت تصدر باللغة التركية وتعتبر أول صحيفة تصدر في شبه الجزيرة العربية بصفة أسبوعية حتى عام 1882 م حيث أُصدرت باللغة العربية واللغة التركية في أربع صفحات مناصفة، وبأنهيار الإمبراطورية العثمانية ورحيل الأتراك عن اليمن في 1918 م توقفت الصحيفة عن الصدور وبقيت المطبعة مغلقة حتى عام 1962 م، وفي عام 1938 م صدرت صحيفة (الإيمان) ومجلة (الحكمة) في عهد الإمام يحيى حميد الدين حتى العام 1941 م حيث قرر الإمام إغلاق مجلة الحكمة بعد أن طالبته بإصلاح إدارته، وفي العام 1950 م أصدر الإمام أحمد صحيفة رسمية في تعز باسم (النصر).
- وفي 28 سبتمبر 1962 م أي بعد قيام ثورة 26 سبتمبر بيومين صدرت صحيفة (الثورة) في مدينة تعز بإشراف القيادة العسكرية في المدينة كصوت معبر عن الوضع الثوري الجديد ثم توالى بعد ذلك صدور الصحف والمجلات المختلفة.

وقد نُظم العمل الصحفي بشمال اليمن في 18 نوفمبر 1968 م وذلك بصدور قانون مطبوعات العهد الجمهوري رقم (24) لسنة 1968 م الذي بموجبه نظم العمل الصحفي، وفي عام 1982 م صدر القانون رقم (42) بشأن تنظيم الصحافة وأستمر العمل به حتى قيام الجمهورية اليمنية وصدور قانون الصحافة والمطبوعات رقم (25) لعام 1990 م.

### جنوب اليمن
كانت بداية الطباعة في العام 1853 م عندما أدخلت سلطات الاحتلال البريطاني في عدن أول مطبعة وذلك لتغطية احتياجات إدارتها في المستعمرة، كما بعثت عدداً من المحكوم عليهم بالسجن إلى الهند للتدريب على عملية الصف اليدوي وذلك لتشغيل المطبعة والتي كانت تطبع باللغتين العربية والإنجليزية.
توسعت المطابع وظهر العديد منها فقد أنشأت (شركة قهوجي دنشو وأخويه) مطبعة في العام 1874 م، كما افتتحت (شركة هوارد) مطبعة أخرى في العام 1889 م وكانت تصدر مطبوعاتها باللغة العربية والإنجليزية والعبرية وصدر عنها أول صحيفة في عدن في العام 1900 م تحت مسمى (جريدة عدن الأسبوعية) تحت إشراف الكابتن بيل.
- واعتباراً من العام 1915 م صدرت عدد من الصحف المختلفة نتيجة التوسع في إنشاء المطابع وبحلول الأربعينات بلغ العدد 78 مطبوعة كان من أبرزها صحيفة (فتاة الجزيرة) و (صوت اليمن) والتي تعد أولى الصحف الحزبية الصادرة في اليمن وذلك في العام 1946 م، كما صدرت صحيفة (الفضول) في العام 1948 م كأول صحيفة سياسية تصدر في اليمن في أعقاب فشل ثورة الدستور المعارض لبيت آل حميد الدين، واستمر هذا الزخم طوال عقد الخمسينات وحتى إعلان استقلال الجنوب عن الاحتلال في1967 م إلى أن صدر قرار جمهوري يلغي كافة الصحف والمجلات والنشرات التي كانت تصدر قبل الاستقلال وسمح فقط بصدور الصحف الناطقة باسم الجبهة القومية.
- وقد نٌظم العمل الصحفي في جنوب اليمن بصدور القانون رقم (27) في 3 يوليو 1939 م الذي عرف بقانون النشر والكتب في مستعمرة عدن، كما صدر في عام 1953 م قانون الصحافة في ما كان يسمى الدولة القعيطية الحضرمية وعمل بهذين القانونين حتى إعلان الاستقلال في 30 نوفمبر1967 م وبعدها لم ينظم العمل الصحفي في الجنوب حتى صدور (قانون الصحافة والمطبوعات) رقم (7) في مارس 1990 م وأستمر العمل به حتى قيام الوحدة اليمنية.

### الوحدة
صدر القانون رقم (25) لعام 1990 م الذي ألغى العمل بقوانين الصحافة السابقة، والذي نظم العمل الصحفي وأتاح الفرصة أمام الجميع (أشخاص، هيئات، أحزاب) لإصدار المطبوعات والصحف والذي ساهم في ازدهار الصحافة وتنوع العمل الصحفي وتجدد وارتبط أكثر بالواقع، وفي25 أبريل1993 م صدر القرار الجمهوري رقم (49) لسنه 1993 م بشأن اللائحة التنفيذية لقانون الصحافة والمطبوعات في مجال الصحافة.
- وفيما يتعلق بصحافة المهجر، فقد بلغ عدد الصحف الصادرة بالمهجر حوالي 13 صحيفة وذلك في الفترة ما بين عامي1906 م وعام 1939 م وأغلبها_إن لم يكن جميعها_قد صدرت في إندونيسيا التي كانت تعتبر أكبر مركز تجمع للمهاجرين اليمنيين.

## الإذاعة
يعود تاريخ الإذاعة في اليمن إلى مرحلة ماقبل الوحدة بين شطريه وخصوصا إبان الحكم الإمامي في شماله والاحتلال البريطاني في جنوبه.

### شمال اليمن
في عام 1946م وصلت بعثة عسكرية أمريكية إلى اليمن حاملة معها محطة لاسلكية من طراز سيجنال (5كيلووات) هدية من الجيش الأمريكي إلى الجيش اليمني في الشمال وفي1947م بدأ الإرسال الإذاعي بعد تحويل المحطة اللاسلكية إلى محطة إرسال للإذاعة اللاسلكية، وكان نطاق تغطية إرسالها لا يتعدى مساحة العاصمة الصغيرة حينها (صنعاء)، واقتصر إرسال الإذاعة على يومين شهريا كما كان لهذه الإذاعة دورا كبيرا في ثورة 1948م. حيث استخدمت كصوت للثورة من خلال إرسالها اليومي ولمدة 3 ساعات.
وفي عام 1950م توقف الإرسال بصورة نهائية ولقرابة خمس سنوات حتى تم افتتاح محطة إرسال جديدة عام 1955م، وبواقع ساعة إرسال واحدة في اليوم حتى قيام ثورة 1962م. لم تكن لهذه الإذاعة أي توجهات ثابتة أو تنظيم هيكلي إلا بعد 1963م حيث دخلت الإذاعة عصر التنظيم الهيكلي. شهد قيام الثورة اليمنية في الشمال عام 1962 تغيرا جذريا في الإذاعة وبعد أن كانت مقتصرة على صنعاء تمت تقوية البث لتشمل أنحاء كثير من اليمن. كذلك تم افتتاح إذاعات محلية في محافظات شمالية أخرى مثل تعز عام 1963 والحديدة عام 1969.

### جنوب اليمن
بدأت بريطانيا بثها الإذاعي في عدن عام 1940م وكان مقتصرا على تزويد الجنود بالأخبار عن الحرب العالمية الثانية ثم تحولت إلى إذاعة راديو عدن عام 1954 كأول إذاعة رسمية في الجزيرة العربية[بحاجة لمصدر] كانت قادرة على البث اليومي ولفترة 6 ساعات تقريبا مقسمة على الفترة الصباحية والمسائية. ثم تأسست إذاعة المكلا مع استقلال الشطر الجنوبي من اليمن عن الاحتلال البريطاني عام 1967 وكان اسمها «صوت الجبهة القومية لتحرير الجنوب اليمني المحتل», بعد الاستقلال مباشرة وإعلان الجمهورية تم استيعاب نشاط هذه الإذاعة ضمن إدارة النشر والأعلام بالمحافظة واعتمدت بها وظائف محدودة وميزانية متواضعة إلا أنه تم دمج هذه اللإذاعة مع إدارة الثقافة وسميت «إدارة الثقافة والإعلام» عام 1988 وظلت على هذه الحال حتى قيام الوحدة اليمنية، كما تأسست إذاعة سيئون قد عام 1973.

### الوحدة اليمنية
مع قيام الوحدة اليمنية عام 1990 تم افتتاح إذاعة الحديدة، إعادة هيكلة إذاعة المكلا مرة أخرى. ثم افتتحت إذاعة حجة عام 2004م وبعد نزاع صعدة، تم افتتاح إذاعة صعدة، وافتتاح إذاعة إب عام 2007م.

## التلفزيون

### جنوب اليمن
عرفت اليمن البث التلفزيوني لأول مرة عام 1964 م عندما أنشئ الاحتلال البريطاني في عدن محطة للبث التلفزيوني وبدأ إرسالها في 11 سبتمبر من نفس العام، وكان بثها محدوداً ومقتصراً على مستعمرة عدن وبعض المناطق المجاورة وانتقلت إلى البث الملون في8 مارس1981 م وكان إرساله يمتد إلى ثمان ساعات يومياً ويمتد الإرسال إلى بعض أراضي الجمهورية وتزداد ساعات البث في أيام العطل والإجازات الرسمية.

### شمال اليمن
أما في شمال الوطن فلم يعرف البث التلفزيوني سوى في عام 1975 م عندما تم افتتاح محطة في صنعاء في24 سبتمبر1975 م والتي توسع بثها تدريجياً ليغطي مساحات أكبر من البلاد ويغطى إرساله على الشبكة الأرضية جميع مساحات أراضي الجمهورية تقريباً ويمتد إلى سبع عشرة ساعة يومياً.

### الوحدة
وبعد إعلان قيام الجمهورية اليمنية عام 1990 م سميت محطة صنعاء القناة الأولى فيما سميت محطة عدن القناة الثانية، وبدأ البث الفضائي لبرامج تلفزيون الجمهورية اليمنية في20 ديسمبر 1995 م عبر القمر الصناعي الأمريكي (أنتلسات702) وانتقل البث اعتباراً من15 ديسمبر 1996 م إلى القمر (عربسات A2) واعتباراً من 6 مارس 2003 م انتقل البث الفضائي اليمني إلى القمر الصناعي (عربساتA2).
- كما تم إطلاق القناة الثانية (يمانية) من مدينة عدن وقناة سبأ كقناتين فضائيتين وبدأ البث الفضائي لهما في مارس /2008 م، وتقوم الوزارة بتجهيز قناتين فضائيتين الأولى في مجال الأخبار والثانية في مجال علوم الدين.